# جائزة التخطيط العمراني الكبرى
جائزة التخطيط العمراني الكبرى هي جائزة فرنسية ذات نطاق دولي تأسست في 1989 وتشرف عليها لجنة دولية وتقدمها رسميا وزارة الاسكان والمساواة في الأراضي الفرنسية. هي جائزة تقدم لشخص مختص في التخطيط العمراني لمدينة ما تستجيب لمتطلبات الحياة وسهولة التنقل وكذلك لشروط التنمية والبيئة والحياة المستديمة.

## قائمة الفائزين
الجائزة لم تقدم بين سنوات 1994 و1997
| السنة | الجنسية | الفائز                        |
| ----- | ------- | ----------------------------- |
| 1989  | فرنسا   | ميشال شتاينباخ                |
| 1990  | فرنسا   | جان فرانسوا روفار             |
| 1991  | فرنسا   | جان دلوس                      |
| 1992  | فرنسا   | أنطوان غرومباخ                |
| 1993  | فرنسا   | برنارد هوي                    |
| 1998  | فرنسا   | كريستيان دوفيلار              |
| 1999  | فرنسا   | فيليب بانيراي وناثان ستاركمان |
| 2000  | فرنسا   | الكسندر شيميتوف               |
| 2001  | فرنسا   | جان لويس سوبيلو               |
| 2002  | فرنسا   | برونو فورتييه                 |
| 2003  | فرنسا   | ميشال كوراجو                  |
| 2004  | فرنسا   | كريستيان دو بورتزامبارك       |
| 2005  | فرنسا   | برنارد ريشين                  |
| 2006  | فرنسا   | فرانسيس كوييه                 |
| 2007  | فرنسا   | إيف ليون                      |
| 2008  | فرنسا   | دافيد مانجان                  |
| 2009  | فرنسا   | فرانسوا أشار                  |
| 2010  | فرنسا   | لورون تيري                    |
| 2011  | فرنسا   | ميشال ديفيني                  |
| 2012  | فرنسا   | فرانسوا غريتار                |
| 2013  | إيطاليا | باولا فيغانو                  |

## أماكن التقديم
تقدم الجائزة دائما في أماكن مرموقة وذات طابع هندسي ممتاز وشهير مثل: سطح قوس لاديفونس، جامعة سوربون، معهد العالم العربي، مدينة الموسيقى، متحف اللوفر.

في السنوات 2007 و2008 و2010 تم تقديم الجائزة في متحف العمارة والتراث. وفي سنة 2009 في متحف اللوفر.

## إحصائيات
- الإيطالية باولا فيغانو تصبح أول امرأة تتلقى هذه الجائزة في سنة 2013.

## روابط خارجية
- صفحة الجائزة علي موقع الوزارة.